# Chionaema arama
Chionaema arama är en fjärilsart som beskrevs av Moore 1859. Chionaema arama ingår i släktet Chionaema och familjen björnspinnare. Inga underarter finns listade i Catalogue of Life.